# Костел Святих Апостолів Петра і Павла (Цигани)
Костел Святих Апостолів Петра і Павла в Циганах — римсько-католицька церква в селі Циганах Тернопільської области України. Пам'ятка архітектури місцевого значення.

## Відомості
- 1900 — збудовано та освячено філіальний мурований храм.
- 1930-і — засновано парафію. У радянський період закрити, потім — функціонував, як склад колгоспу.
- 1994 — храм повернуто римсько-католицькій громаді.